# Philippe Beaussant
Philippe Beaussant, född 6 maj 1930 i Caudéran i Gironde, död 8 maj 2016 i Paris, var en fransk musikvetare och romanförfattare. Han var specialiserad på fransk barockmusik. På 1960-talet arbetade han som lärare i fransk litteratur vid Flinders University i Australien. Sedan 1974 arbetade han som producent av musikprogram för Radio France. Han var medgrundare av Centre de musique baroque i Versailles.
För sin roman Héloïse tilldelades han 1993 Grand Prix du roman de l'Académie française. År 2012 utkom han med en monografi om drottning Kristina och musik, Christine de Suède et la musique. Hans levnadsteckning Lully ou le musicien du soleil, om tonsättaren Jean-Baptiste Lully, är förlaga till filmen Solkungens dans från 2000.
Beaussant blev invald i Franska akademien 2007. Han har tilldelats hederslegionen av riddargraden, nationalförtjänstorden av riddargraden och Arts et Lettres-orden av officersgraden.

## Utgivet
- 1962 Le Jeu de la pierre et de la foi (Gallimard)
- 1978 Le Biographe, roman (Gallimard)
- 1979 L'Archéologue, roman - prix de l'Académie française 1979 (Gallimard)
- 1980 Dardanus de Rameau
- 1982 François Couperin - prix de l'Académie française 1983 (Fayard)
- 1982 Versailles, opera - prix de l'Académie des beaux-arts (Gallimard)
- 1983 Rameau de A à Z (Fayard)
- 1988 Vous avez dit baroque ? (Actes Sud)
- 1989 La Belle au bois, roman (Gallimard)
- 1991 Vous avez dit classique ? (Actes Sud)
- 1992 Lully ou le musicien du soleil - Prix de la critique, prix d'histoire de l'Académie française och prix Goncourt de la biographie 1993 (Gallimard)
- 1993 Héloïse, roman - Grand prix du roman de l'Académie française (Gallimard)
- 1996 Les Plaisirs de Versailles (Fayard)
- 1999 Louis XIV artiste (Payot)
- 1999 Mangez Baroque et restez mince (Actes Sud)
- 1999 Stradella, roman (Gallimard)
- 2000 Le Roi-Soleil se lève aussi (Gallimard)
- 2002 Le Chant d'Orphée selon Monteverdi (Fayard)
- 2003 Le rendez-vous de Venise, roman - Prix de la ville de Nantes (Fayard)
- 2003 Monteverdi (Fayard)
- 2003 Préludes, fougasses et variations (Actes Sud)
- 2005 La malscène (Fayard)
- 2006 Passages, de la Renaissance au baroque - prix Montaigne 2008 (Fayard)
- 2008 Où en étais-je ?, roman (Fayard)
- 2009 Titien, Le chant du cygne (Fayard)
- 2009 Versailles. La vie dans le Grand Parc au temps de Louis XIV (Grand Parc de Versailles)
- 2010 Le Ballet des singes et des autruches (Gallimard)
- 2010 L'Opéra royal de Versailles (Éditions Xavier Barral)
- 2011 Georges de La Tour. Le Vielleur au chien
- 2011 Venise, Vivaldi, Versailles - L'art vénitien à Versailles (medverkan)
- 2012 Christine de Suède et la musique (Fayard)
- 2012 Autour de Montaigne - Je n'aime pas choisir (medverkan)